# Rudolf Weiser

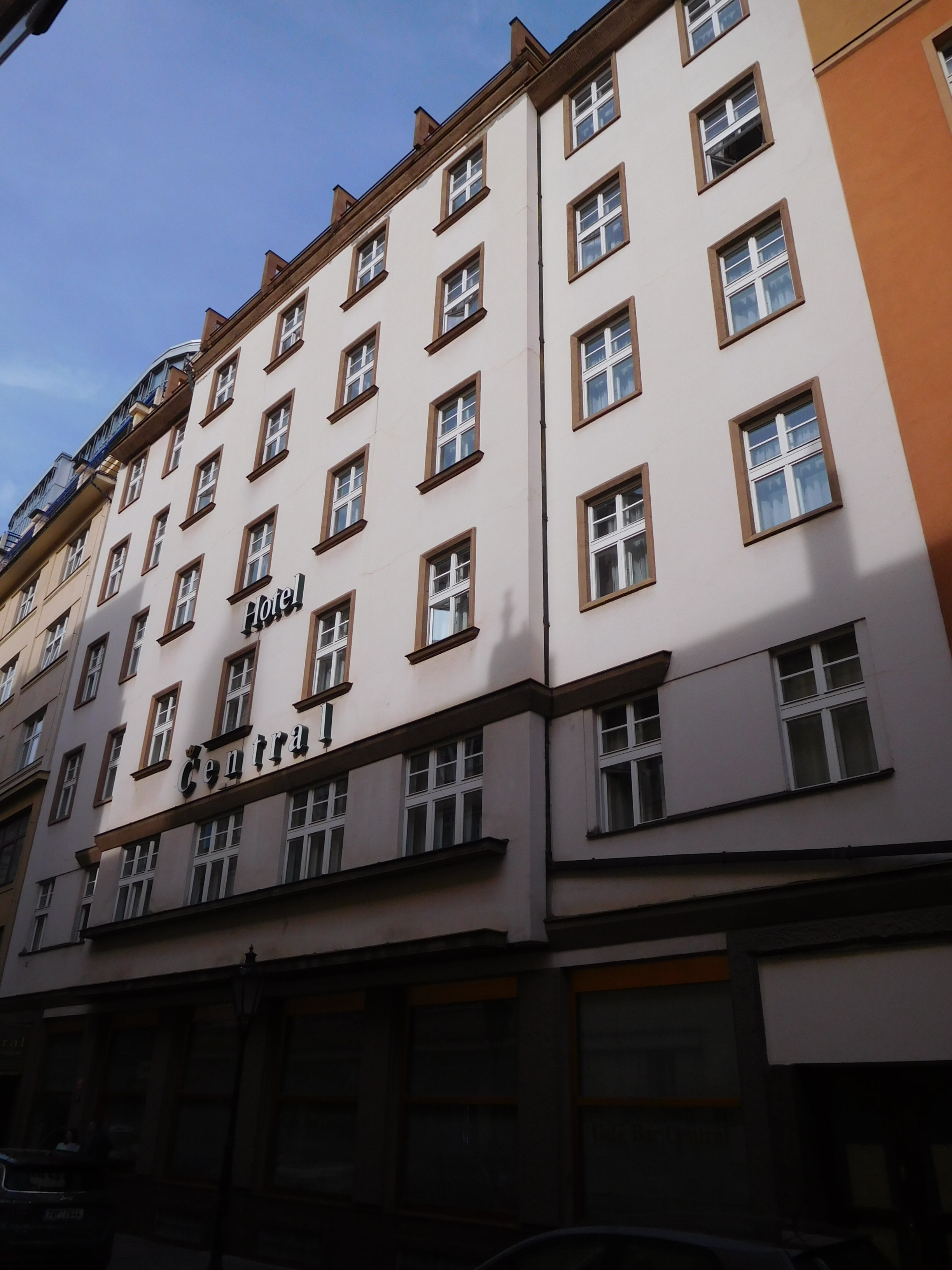
Hotel Central Praha

Rudolf Weiser, křtěný Rudolf Jan (13. prosince 1885, Přerov – 1968?) byl český, německy hovořící architekt.

## Život
Vystudoval Německou vysokou školu technickou v Praze. Poté pokračoval ve studiu u Oskara Strnada a na vídeňské uměleckoprůmyslové škole a v letech 1916-1919 na vídeňské akademii (Akademie der bildenden Künste Wien) u Friedricha Ohmanna.

## Dílo
- 1928 Palác Hospodářského svazu přádelen (Batex), Praha 1 – Staré Město, č. p. 1003, Revoluční 3, spolu s Maxem Spielmannem[p 1]
- 1930–1931 Hotel Central, Praha 1 – Staré Město, č. p. 677, Rybná 8, investor: Josef Mejstřík. [2]
- 1939–1940 Vila Proschek, Praha 5 – Hlubočepy, Lumièrů 440/28, vilová čtvrť na Barrandově